# البصرة (المكلا)

تعديل مصدري - تعديل

البصرة هي إحدى قرى المكلا التابعة لمحافظة حضرموت، بلغ تعداد سكانها 11 الف نسمة حسب تعداد اليمن لعام 2004.